# Говтва (Полтавський район)
Го́втва (раніше — Го́лтав, Го́лтов, Го́лтва, О́лтва) — село в Україні, у Решетилівській міській громаді Полтавського району Полтавської області. Населення становить 417 осіб (2001). До 2020 року орган місцевого самоврядування — Говтвянська сільська рада, якій були підпорядковані села Буняківка, Киселівка, Плавні.

## Географія
Село Говтва розташоване на правому березі річки Говтва в місці її впадіння в річку Псел, на протилежному березі розташоване село Буняківка, вище за течією річки Псел примикає село Киселівка, на протилежному березі річки Псел розташоване село Приліпка.

## Історія

### Стародавні часи
Назва села, імовірно, веде свій початок з часів перебування у цьому краї хозарів і давніх болгар: у бурятській, татарській та ряді інших мов слово «гол» означає «річка», «долина річки». З 619 року існують перші згадки про поселення Кукаган (Говтва) і Балтавар (Полтава) в країні Джерем-Ель (Велика Булгарія)[джерело?].
Говтва була одним з форпостів Київської Русі на південно-східних рубежах. Перша згадка про поселення зустрічається в «Повчанні Володимира Мономаха» під 1096 роком (за іншими даними — 1095 рік), коли воїни великого князя київського поблизу Голтова розбили військо половецького князя Ітларя. Згадки про Голтав, Голтву зустрічаються в літописах за 1105, 1109, 1111 роки.
Восени 1530 року війська Великого князівства Литовського під командуванням київського воєводи Андрія Немировича та князя Івана Дубровицького розбили татар біля «урочища» Говтва.
Говтву декільки разів вщент руйнували — печеніги, потім половці, 1240 року орди хана Батия та наприкінці XIV століття — золотоординці.

### Козацька доба

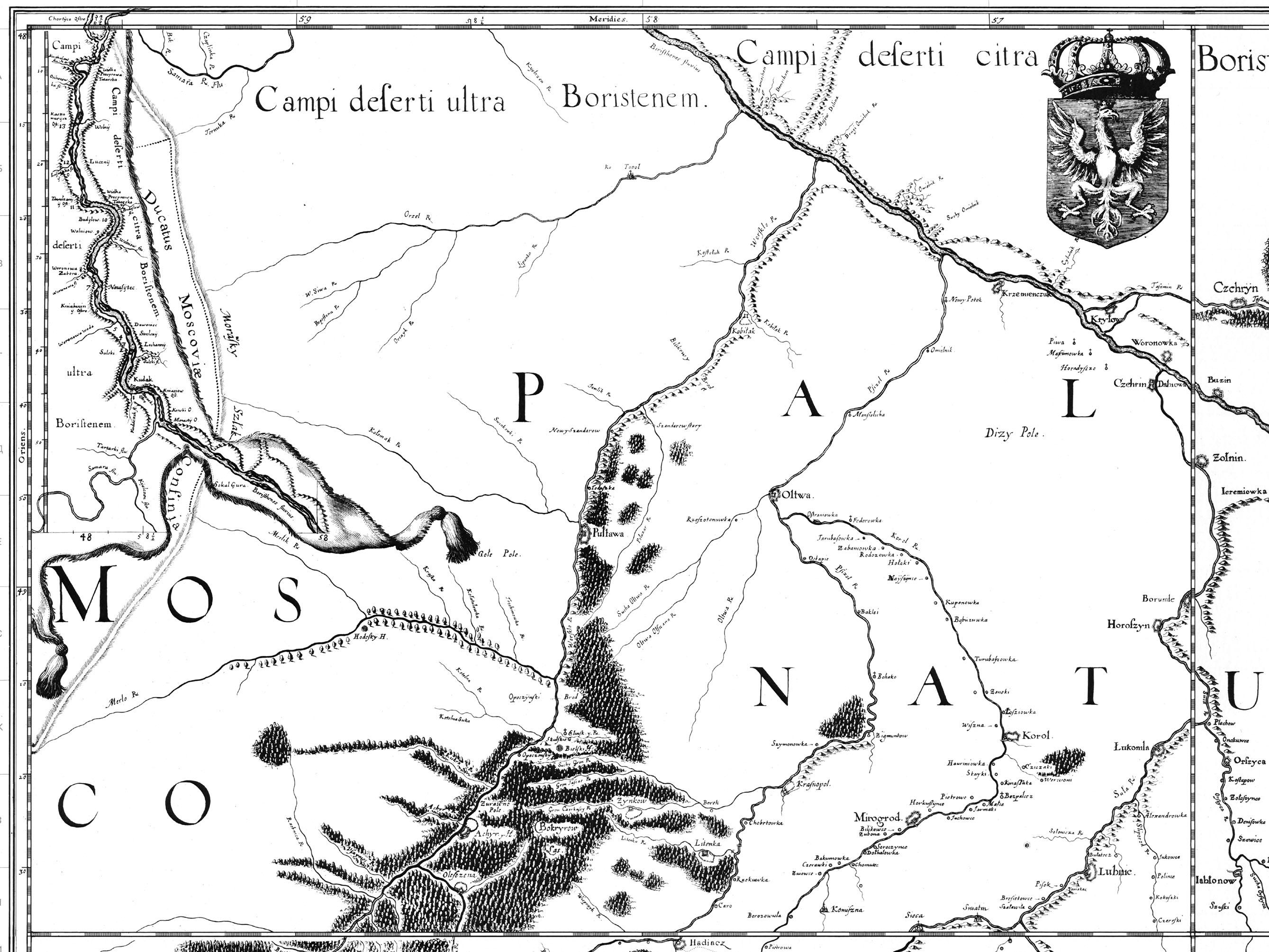
Мапа 1650 року (за Гійомом Бопланом)

З 1569 року землі, де розташовувалася Говтва, потрапляють під владу Речі Посполитої. 1615 року згадується слобода Олтва, яка позначена на карті Боплана. 1616 року містечко Говтва, з слобідськими пільгами на 20 років, віднесено до Черкаського староства Київського воєводства, маючи 30 дворів міщан та 700 козацьких. У цей час Говтва входить до володінь князів Вишневецьких. Жителі Говтви брали участь у селянсько-козацькому повстанні Якова Острянина 1638 року. 1 травня 1638 повстанці завдали поразки під Говтвою польському війську на чолі з коронним полковником Станіславом «Реверою» Потоцьким.
З початку визвольної війни українського народу у 1648—1654 роках Говтва стала сотенним містечком Голтвянської сотні, отримала власний герб, і була віднесена до Миргородського, потім — до Чигиринського полку, у 1661—1663 роках — до Кременчуцького, у 1663—1667 роках знову до Чигиринського полку. За Андрусівським перемир'ям 1667 року відійшла до Полтавського, у 1687—1781 роках — до Миргородського полку.
Говтва є батьківщиною полковницького роду Остроградських.
Козаки Голтвянської сотні брали участь у повстанні Пушкаря і Барабаша 1657—1658 проти гетьмана Івана Виговського.
У червні 1659 року, під час московсько-української війни, під Говтвою татарсько-козацькі війська розгромили московський загін на чолі з воєводою В. Новосильцевим.
У січні 1696 року козаки Гадяцького полку під керівництвом полковника Михайла Бороховича, за участю козаків Голтвянської сотні на чолі з сотником Матвієм Остроградським, успішно обороняли Говтву від наступу військ Петрика Іваненка та його союзників — татар, Під час Полтавської битви у Говтві перебували українські козаки миргородського полковника Данила Апостола. Говтвянська сотня теж входила до війська Данила Апостола, вона охороняла переправу через річку Дніпро біля села Максимівки. За переписом 1726 року у Говтві налічувалось 765 посполитих дворів, 1729 року — 707 дворів. У 1730-х роках тут були володіння говтвянського сотника Ф. М. Остроградського, який 1737 року відбив татар від Говтви, а 1739року  із своєю сотнею брав участь у Хотинському поході.

### Російська імперія

Схематичний план Говтви наприкінці XVIII століття

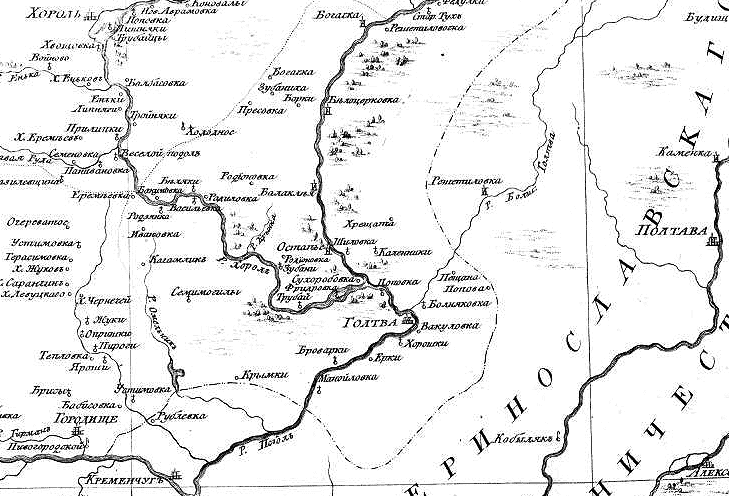
Мапа 1800 року

9 січня 1782 року утворене Київське намісництво, до складу якого увійшов і новоутворений Говтянський (Голтвянський) повіт з центром у місті Говтві. У довжину місто сягало 4 версти 20 саженів, у ширину — 3 версти, та поділялося на 5 частин: Нагірна, Прилипка (нині — Приліпка), Поділ, Замостя (нині — власне Говтва), Загребля (нині — Загребелля). На правому березі Псла розташовувалося саме місто, обнесене укріпленнями, на лівому — передмістя. У передмісті існували три дерев'яні церкви: Михайлівська (1715), Богоявленська (1753) та Преображенська (1760). 1750 року в Говтві збудували дерев'яну церкву Пресвятої Богородиці. При церквах були церковнопарафіяльні школи та шпиталі, знаходилися будинки повітової управи. Адміністративні споруди та житлові будинки адміністрації, козацької старшини та духовництва розташовувалися, в основному, у нагірній частині.
На початку 1780-х років XVIII століття у Говтві мешкало 5230 жителів, відбувалося 4 ярмарки на рік. 1782 року затверджено герб Говтви. 1789 року Говтва віднесена до Катеринославського намісництва, 1796 року — до складу Кременчуцького повіту Малоросійської губернії, 1802 — до Полтавської губернії (з 1803 року — позаштатне містечко у складі Кобеляцького повіту). Відтоді, впродовж XIX століття, Говтва підупадає та втрачає характерні ознаки міста.
У 1846 — 393 двори, 1392 душі чоловічої статі (жінок не показано), сільське училище, 2 ярмарки, 3 церкви. За переписом 1859 у містечку — 484 двори, 3875 жителів, сільська управа, 3 церкви, 4 ярмарки; у 1863 — 4110 жителів. У парафії Преображенської церкви 1876 збудовано нове приміщення земського училища на 100 учнів.
У 1900 році Говтва перебувала у складі Хорішківської волості Кобеляцького повіту. У містечку на той час було дві козацькі сільські громади та три селянські, які налічували 719 домогосподарств, 5680 жителів. При Преображенській церкві працювала церковна школа грамоти, при Успенській (зведена 1865 року) — однокласна церковнопарафіяльна школа; при обох церквах були невеликі бібліотеки. У 1910 році в Говтві (без хуторів) налічувалось 521 домогосподарства та 3036 жителів.

### Радянська окупація
У січні 1918 року розпочалася радянську окупація. У період Визвольних змагань у Говтві був організований партизанський загін. Говтва, як адміністративний центр сільської ради, з березня 1923 року у складі Бригадирівського району Кременчуцької округи (існував до вересня 1930). У 1923 році налічувалось 2534 жителів. Станом на 17 грудня 1926 року налічувалось 147 дворів та 744 жителів. У Говтві зареєстровано птахівничо-кооперативне товариство, ТСОЗ «Перше травня», на базі яких були створені перші колгоспи. На початку 1930-х років на території Говтвянської сільської ради існували колгоспи: «Червона перемога», «Ленінський гарт», «Незаможник», «Перше травня», «Декабрист», «Жовтень» (згодом внаслідок укрупнення їх створено чотири).
У період німецько-фашистської окупації Говтви (15 вересня 1941—25 вересня 1943) гітлерівці стратили 2 жителів села, вивезли на примусові роботи до Німеччини 114 осіб, відступаючи, спалили чимало хат та громадських будівель.
5 лютого 1965 року Указом Президії Верховної Ради Української РСР Говтвянську сільську раду Решетилівського району передано до складу Кременчуцького району.
У післявоєнні роки у Говтві створено колгосп «Вітчизна» зерново-тваринницького напряму, філіал Решетилівської фабрики імені Клари Цеткін, відділення зв'язку, неповна середня школа, фельдшерсько-акушерський пункт, будинок культури на 250 місць, бібліотека (10,5 тис. одиниць збірки), історико-краєзнавчий музей. Почалося поступове відновлення інфраструктури. Так було відкрито відділення зв'язку, будинок побуту неповну середню школу, дитячий садок, лазню, фельдшерсько-акушерський пункт, будинок культури, навіть історико-краєзнавчий музей. На господарство працювали колгосп «Вітчизна», який займався зерново-тваринницьким напрямом та філіал Решетилівської фабрики імені Клари Цеткін.
У 1980—1990-х роках будується дитсадок, будинок побуту, лазня, нове приміщення школи. У селі Буняківка відновлюються щорічні традиційні ярмарки. Станом на 1990 рік населення складало 501 особа.

### У Незалежній Україні
З приходом ринкової економіки колгосп «Вітчизна» розпаювався і на його основі виникло два приватних сільськогосподарських підприємства.
12 червня 2020 року, в ході децентралізації, Говтвянська сільська рада Козельщинського району об'єднана з Решетилівською міською громадою.
19 липня 2020 року, під час адміністративно-територіальної реформи та ліквідації Козельщинського району, село увійшло до складу Полтавського району.

## Пам'ятники та пам'ятні місця

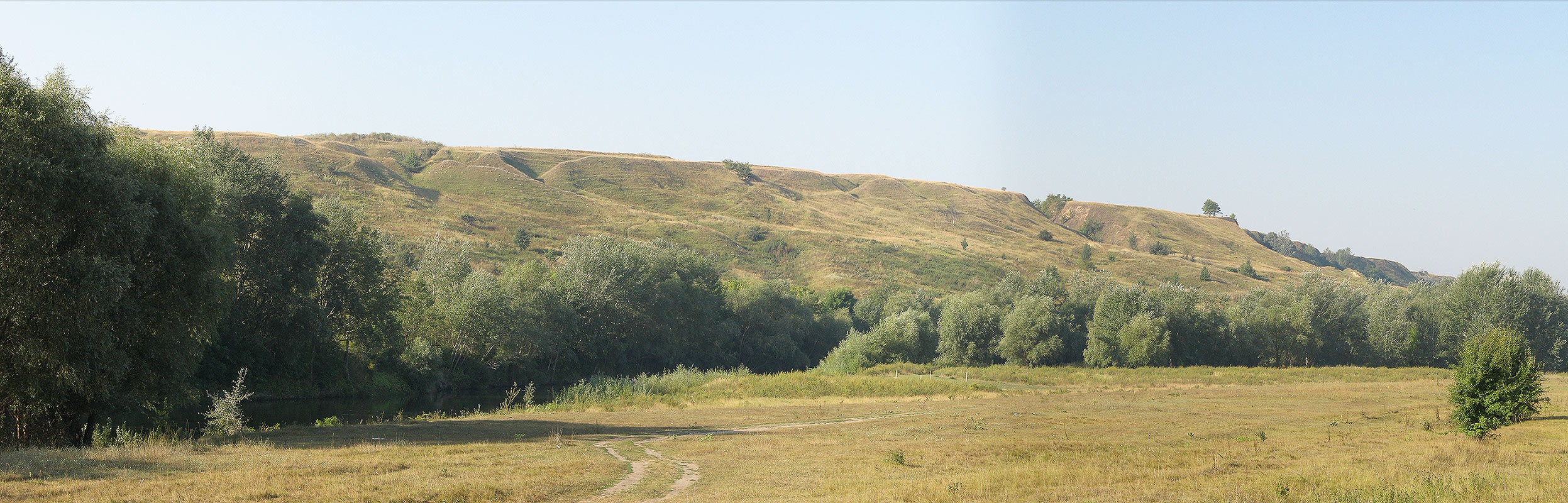
Краєвид на Шар-гору з берега річки Псел у селі Говтва

До початку XX століття у горах, що оточують Говтву з півдня та заходу, зберігалися сліди давніх укріплень: на найбільшій з них — Шар-горі, були залишки валів, що вели з південного сходу, на сусідній горі — залишки невеликого земляного укріплення пізнішого походження, імовірно, пристосованого для дії артилерії вже за часів козацтва. Між ними знаходилася підвищена рівнина без рослинності під назвою Лиса Гора. Вважається, що верхні її шари було знято в давнину для насипання валу або для двох величезних курганів, розташованих на найвищих точках згаданих гір.
На думку одних дослідників кургани були спостережними пунктами, за твердженнями інших — братськими могилами загиблих у битвах.
У декількох місцях Шар-гори ще до XX століття зберігалися сліди печер, які одні дослідники вважали спорудами первісної людини, інші відносили до пізнішого часу. На цій же горі зберігалися й підземні ходи, які були складовою частиною говтвянських укріплень.
1957 року встановлено пам'ятник на братській могилі радянських воїнів, які загинули у 1943 році при визволенні села, пам'ятник радянським воїнам-визволителям та воїнам-односельцям, які полягли на фронтах німецько-радянської війни.

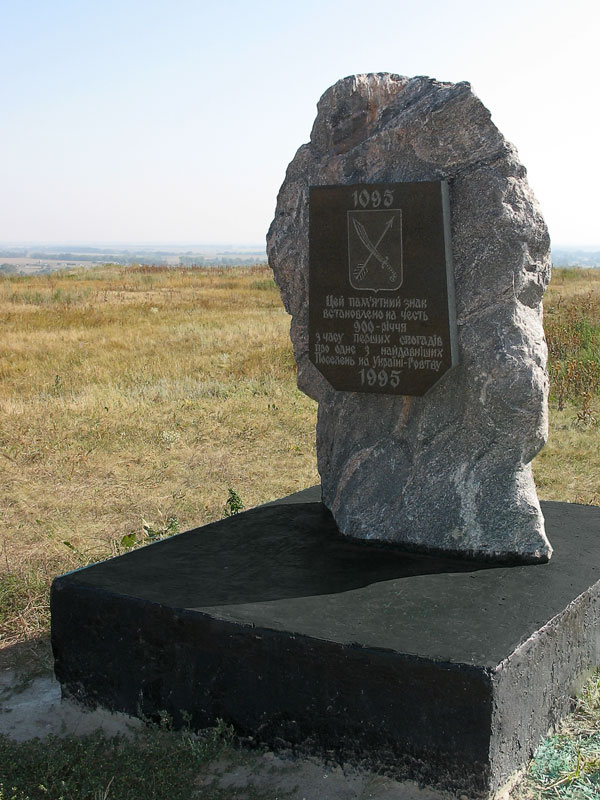
Пам'ятний знак встановлений у місці, де був центр Говтви

30 вересня 1995 року, до 900-річчя першої літописної згадки про поселення, на Шар-горі проведено обласне свято «Козацької слави цілюще джерело», на якому відкрито пам'ятний знак козакам від нащадків. Відтоді це свято проводиться щороку.
На околицях села розташовані залишки 35 курганів.

## Особистості

### Уродженці
- Яценко Олександр Юхимович — український вчений у галузі тваринництва, доктор сільськогосподарських наук.
- Дяченко Іван Іванович — український педагог.
- У XIX столітті жив український кобзар Іван Городницький, учень Хведора Холодного; від нього Порфирій Мартинович записав декілька дум.
- У селі Брідок, що нині є частиною села, народився український радянський діяч Андрій Кондратенко.
- Вусик Олекса Сергійович (1937—2017) — український письменник, прозаїк, гуморист, лексикограф, член НСПУ.

### Відвідували
- Влітку 1925 року до містечка на ярмарок приїздив український письменник Остап Вишня, який на підставі своїх вражень написав відому гумореску «Ярмарок».
- У 1930-х роках в селі перебував український поет Павло Тичина.
- 1897 року Говтву відвідав російський письменник Максим Горький; того ж року він опублікував у двох номерах газети «Нижегородский листок» (за 20.07 та 03.08.1897) оповідання «Ярмарка в Голтве».

## Економіка
В селі діє поштове відділення 39110 та філія № 62/073 Ощадбанку України.